# Maggie Wheeler
Margaret Emily Wheeler (Manhattan, Nueva York, 7 de agosto de 1961) es una actriz estadounidense, más conocida por su papel de Janice en la serie de televisión Friends.

## Carrera
En la década de 1980, Wheeler (bajo su nombre de soltera de Jakobson) brevemente puso voz en la serie animada Halcones Galácticos, la cual brindó todas las voces femeninas.
Se presentó para el papel de Monica Geller, en Friends. A pesar de que no consiguió el papel, fue invitada a interpretar el papel de Janice Litman, un personaje recurrente que tuvo varios escarceos amorosos con el personaje principal Chandler Bing.
También se presentó para el papel de Debra Barone, en la serie estadounidense Everybody Loves Raymond pero la CBS acabó seleccionando a Patricia Heaton. En su lugar, Wheeler ha desempeñado el papel recurrente de la amiga de Debra, Linda.
Apareció en la exitosa comedia Seinfeld.
En 1997, Maggie prestó su voz en reemplazo de Harley Quinn, 'Fake Harley' en un episodio titulado "Joker's Millions", en Batman: The Animated Series.
En 1998, apareció en el remake de The Parent Trap, interpretando a una pareja de madre-hija en el campamento. 
En 2005, Wheeler protagonizó junto a David DeLuise en el piloto de NBC The Sperm Donor. Wheeler prestó su voz de Odile en Barbie of Swan Lake, y en 2010 hizo su voz de Trinette en dos episodios de Archer en FX.

## Vida personal
Maggie (Margaret Emily Jakobson) nació en Nueva York. A la edad de 15 años, fue niñera de Nim Chimpsky, chimpancé famoso que se comportaba como un humano en la década de 1970.
Fue pareja de David Duchovny durante muchos años antes de que éste se casara con Tea Leoni. Ella y su esposo Daniel Wheeler tienen dos hijas.

## Filmografía

### Cine
| Año  | Título              | Papel                   | Notas        |
| ---- | ------------------- | ----------------------- | ------------ |
| 1982 | Soup for One        | Enfermera               |              |
| 1983 | Portfolio           | Asistente de coreógrafo |              |
| 1989 | New Year's Day      | Lucy                    |              |
| 1990 | Mortal Sins         | Marie                   |              |
| 1993 | Sexual Healing      | Suzanne                 | Cortometraje |
| 1998 | The Parent Trap     | Marva Kulp, Jr.         |              |
| 2003 | Barbie of Swan Lake | Odile                   | Papel de voz |
| 2006 | Dr. Dolittle 3      | Gallina                 | Papel de voz |
| 2019 | The Addams Family   | Trudy Pickering         | Papel de voz |

### Televisión
| Año  | Título                       | Papel                             | Notas                                            |
| ---- | ---------------------------- | --------------------------------- | ------------------------------------------------ |
| 1990 | L.A. Law                     | Paula Lights                      | "The Good Human Bar"                             |
| 1991 | Dream On                     | Bonnie Decker                     | "So Funny I Forgot to Laugh"                     |
| 1992 | Seinfeld                     | Cynthia                           | "The Fix-Up"                                     |
| 1992 | Civil Wars                   | N/A                               | "Mob Psychology"                                 |
| 1992 | Doogie Howser, M.D.          | Elena Spencer                     | "The Patient in Spite of Himself"                |
| 1993 | Danger Theatre               | Charlotte Rave                    | "Phantom of Fashion"                             |
| 1994 | Ellen                        | Anita Warrell                     | "First Season"                                   |
| 1994 | Friends                      | Janice                            | "The One with the East German Laundry Detergent" |
| 1994 | Friends                      | Janice                            | "The One with the Monkey"                        |
| 1994 | Friends                      | Janice                            | "The One With The Candy Hearts"                  |
| 1994 | The X-Files                  | Detective Sharon Lazard           | "Born Again"                                     |
| 1995 | Pride & Joy                  | Flight attendant                  | "Terror at 30,000 Feet"                          |
| 1995 | Friends                      | Janice                            | "The One Where Heckles Dies"                     |
| 1996 | Everybody Loves Raymond      | Linda                             | "I Love You"                                     |
| 1996 | Friends                      | Janice                            | "The One with Barry and Mindy's Wedding"         |
| 1996 | Friends                      | Janice                            | "The One with the Princess Leia Fantasy"         |
| 1996 | Friends                      | Janice                            | "The One with the Jam"                           |
| 1996 | Everybody Loves Raymond      | Linda                             | "Standard Deviation"                             |
| 1996 | Friends                      | Janice                            | "The One with the Metaphorical Tunnel"           |
| 1996 | Friends                      | Estelle                           | "The One with the Flashback"                     |
| 1996 | Friends                      | Janice                            | "The One with the Race Car Bed"                  |
| 1996 | Friends                      | Janice                            | "The One with the Giant Poking Device"           |
| 1997 | Everybody Loves Raymond      | Linda                             | "The Letter"                                     |
| 1997 | The New Batman Adventures    | Falsa Harley                      | "Joker's Millions"                               |
| 1998 | Friends                      | Janice                            | "The One with All the Rugby"                     |
| 1998 | The Love Boat: The Next Wave | Cindy                             | "True Course"                                    |
| 1999 | Friends                      | Janice                            | "The One with Chandler's Work Laugh"             |
| 1999 | Everybody Loves Raymond      | Linda                             | "The Will"                                       |
| 2000 | Everybody Loves Raymond      | Linda                             | "The Tenth Anniversary"                          |
| 2000 | Friends                      | Janice                            | "The One with Ross's Library Book"               |
| 2000 | Friends                      | Voz de Janice                     | "The One with Unagi"                             |
| 2000 | Pepper Ann                   | Voces de Lady Astor y veterinaria | "The Great Beyond"                               |
| 2001 | Jack & Jill                  | Kirsten Moss                      | "Crazy Like a Fox, Hungry Like the Wolf"         |
| 2001 | Jack & Jill                  | Kirsten Moss                      | "Bag Full of Love"                               |
| 2002 | Will & Grace                 | Polly                             | "Dyeing Is Easy, Comedy Is Hard"                 |
| 2002 | Justice League               | Voz de Antiope                    | "Fury: Part 1"                                   |
| 2002 | Friends                      | Janice                            | "The One With the Fertility Test"                |
| 2002 | Justice League               | Voz de firefighter                | "Fury: Part 2"                                   |
| 2002 | Friends                      | Janice                            | "The One Where Rachel Has a Baby: Parts 1 & 2"   |
| 2002 | Everybody Loves Raymond      | Linda                             | "Counseling"                                     |
| 2002 | Everybody Loves Raymond      | Linda                             | "Who Am I"                                       |
| 2003 | Everybody Loves Raymond      | Linda                             | "Who's Next"                                     |
| 2003 | Friends                      | Janice                            | "The One With the Fertility Test"                |
| 2003 | Everybody Loves Raymond      | Linda                             | "Robert's Wedding"                               |
| 2003 | Everybody Loves Raymond      | Linda                             | "The Surprise Party "                            |
| 2004 | Friends                      | Janice                            | "The One Where Estelle Dies"                     |
| 2004 | Everybody Loves Raymond      | Linda                             | "Blabbermouths"                                  |
| 2004 | Drake & Josh                 | Prima de Mindy                    | "Alien Invasion"                                 |
| 2006 | The War at Home              | Mindy                             | "A Lower Middle Upper Middle Class Problem"      |
| 2007 | How I Met Your Mother        | Margaret                          | "Dowisetrepla"                                   |
| 2010 | Archer                       | Voz de Trinette                   | "Training Day"                                   |
| 2011 | Archer                       | Voz de Trinette                   | "Blood Test"                                     |
| 2011 | Shake it up                  | Madre de Dina                     |                                                  |
| 2011 | Curb Your Enthusiasm         | Ilene Solotaroff                  | Episodio "Palestinian Chicken"                   |
| 2013 | Californication              | Ophelia Robbins                   | Recurrente, 5 episodios                          |
| 2018 | Shameless                    | Abogada de Fiona                  | 2 episodios                                      |
| 2021 | Friends: The Reunion         | Ella misma                        | Especial de televisión                           |